# Aeroporto Internazionale di Charlotte-Douglas
L'Aeroporto Internazionale di Charlotte - Douglas (IATA: CLT, ICAO: KCLT) è un grande aeroporto internazionale, di utilizzo sia civile che militare, situato a Charlotte in Carolina del Nord, Stati Uniti d'America. Costruito nel 1935, ha assunto il nome Douglas nel 1954 in onore del sindaco Ben Elbert Douglas.
Fino al 2015, lo scalo fu l'hub principale per la compagnia aerea statunitense US Airways che offriva 134 rotte domestiche ed internazionali. Nel 2021 è stato il 6º aeroporto del mondo per traffico passeggeri.
Attualmente è uno degli hub della compagnia American Airlines.